# Jin Se-yeon
Jin Se-yeon (* 15. Februar 1994 in Seoul), wirklicher Name Kim Yun-jeong (김윤정), ist eine südkoreanische Schauspielerin.

## Leben
Jin Se-yeon wurde 2007 von einer Talentagentur entdeckt und trat darauf in einigen Fernsehwerbespots auf. 2010 gab sie ihr Schauspieldebüt in dem Fernsehdrama It’s Okay, Daddy’s Girl. Infolge erhielt sie viele Hauptrollen und gab ihr Spielfilmdebüt durch White (2011) in dem sie ein Mitglied einer Popgruppe spielt, die einem Fluch zum Opfer fällt. 2011 bekam Jin den SBS Drama Award als Nachwuchsstar für My Daughter the Flower und 2012 den KBS Drama Award als beste Nachwuchsdarstellerin für Bridal Mask. Seitdem gilt sie als aufstrebender Star des südkoreanischen Fernsehens. 2014 spielte sie an der Seite von Kim Hyun-joong und Im Su-hyang die Hauptrolle in dem Drama Inspiring Generation über koreanische Unabhängigkeitskämpfer im Shanghai der 1930er Jahre. 
Jin ist an der Chung-Ang University im Fach Darstellende Künste eingeschrieben.

## Filmografie

### Filme
- 2011: White
- 2014: Language of Love (愛の言葉)
- 2015: Wiheomhan Sanggyeolle 2 (위험한 상견례 2)
- 2016: Operation Chromite (인천상륙작전 Incheon Sangnyuk Jakjeon)

### Fernsehserien
- 2010: It’s Okay, Daddy’s Girl (괜찮아, 아빠 딸, Gwaenchana, Oppa Ttal, SBS)
- 2011: The Duo (짝패 Jjakpae, MBC)
- 2011: Drama Special „Daughters of Bilitis Club“ (클럽 빌리티스의 딸들, KBS2)
- 2011: My Daughter the Flower (내 딸 꽃님이 Nae Ttal Kkotnim-i, SBS)
- 2012: Bridal Mask (각시탈 Gaksital, KBS2)
- 2012: Five Fingers (다섯손가락 Daseot Songarak, SBS)
- 2014: Inspiring Generation (감격시대 Gamgyeok Sidae, KBS2)
- 2014: Doctor Stranger (닥터 이방인 Dakteo Ibangin, SBS)
- 2015: High-End Crush (고품격 짝사랑/高品格单恋 Gopumgyeok Jjaksarang, Naver TV Cast)
- 2016: The Flower in Prison (옥중화 Okjunghwa, MBC)